# Spielmeyer-Vogt-Krankheit
Die Spielmeyer-Vogt-Krankheit, auch Batten-Syndrom ist eine sehr seltene angeborene neurodegenerative Erkrankung mit den Hauptmerkmalen ubiquitärer Lipopigmentablagerung in den Lysosomen. Diese zerebellare Form einer Heredoataxie ist die klassische juvenile Form der Neuronalen Ceroid-Lipofuszinosen als CLN3.
Synonyme sind: Neuronale Zeroidlipofuszinose Typ Spielmeyer-Vogt; Juvenile NCL; Stengelsche Krankheit; Vogt-Spielmeyer-Stock-Krankheit (VSS); Spielmeyer-Sjögren-Typ der Neuronalen Zeroidlipofuszinose; Juvenile amaurotische Idiotie (veraltet); Juvenile Lipoidose; Stock-Mayou-Krankheit; englisch Batten disease; lateinisch Morbus Batten
Die Namensbezeichnungen beziehen sich auf die Autoren von verschiedenen Beschreibungen, s. unter Geschichte.

## Verbreitung

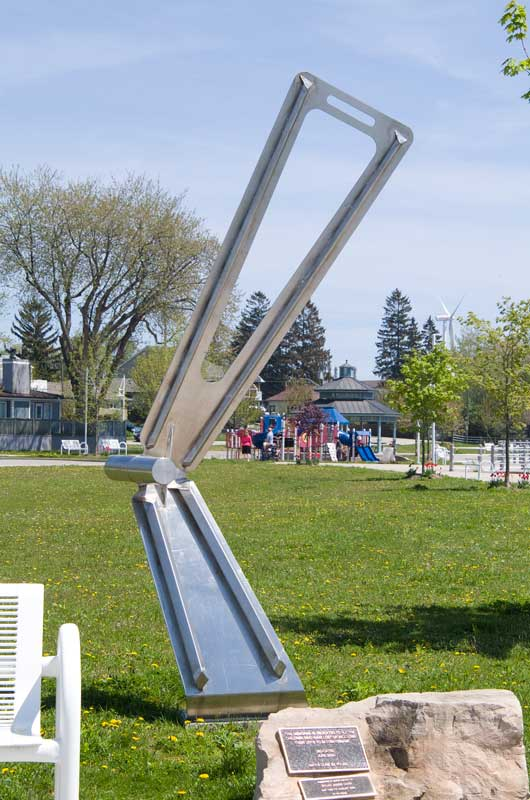
Denkmal im Progress Frenchman's Bay East Park in Pickering, Ontario, Kanada, gewidmet den Kindern die an der Spielmeyer-Vogt-Krankheit verstorben sind

Die Häufigkeit beträgt in Deutschland bei Geburt etwa 1 zu 143.000, in Schweden etwa 1 zu 45.000. Die Vererbung erfolgt autosomal-rezessiv.

## Ursache
Der Erkrankung liegen in der überwiegenden Mehrzahl Mutationen im CLN3-Gen am Genort 16p12.1 zugrunde.

## Klinische Erscheinungen
Klinische Kriterien sind:
- Manifestation im 6.–7. Lebensjahr
- Sehstörung in 70 %, zunehmende Erblindung mit Optikusatrophie, Makuladegeneration und Pigmentablagerungen
- Verlust erworbener intellektueller und motorischer Funktionen
- Haltungsschwäche, Gangunsicherheit, Athetose
- Später Krampfanfälle
- Überlebensdauer 6–20 Jahre

## Diagnose
Im Blutausstrich finden sich Lymphozyten mit großen Vakuolen, eine Diagnosesicherung erfolgt durch Humangenetik.

## Differentialdiagnose
Im Anfangsstadium umfasst die Differentialdiagnose die Retinitis pigmentosa, im späteren Krankheitsverlauf andere Ursachen von Demenz und Krampfanfällen im Schulalter wie Mitochondriopathien und Subakute sklerosierende Panenzephalitis.

## Therapie
Eine Behandlung ist derzeit nur palliativ möglich.

## Geschichte
Die Erstbeschreibung dieser Erkrankung stammt vermutlich aus dem Jahre 1826 durch den deutschen, in Norwegen tätigen Arzt Christian Stengel.
Von Frederick Eustace Batten stammt ein Bericht aus dem Jahre 1903.
Walther Spielmeyer berichtete im November 1905 über drei Säuglinge, auf einem Kongress in Karlsruhe, Wolfgang Stock berichtete 1908 über dieses Krankheitsbild und Torsten Sjögren veröffentlichte im Jahre 1931 eine ausführliche Dokumentation.